# 明石ダコ

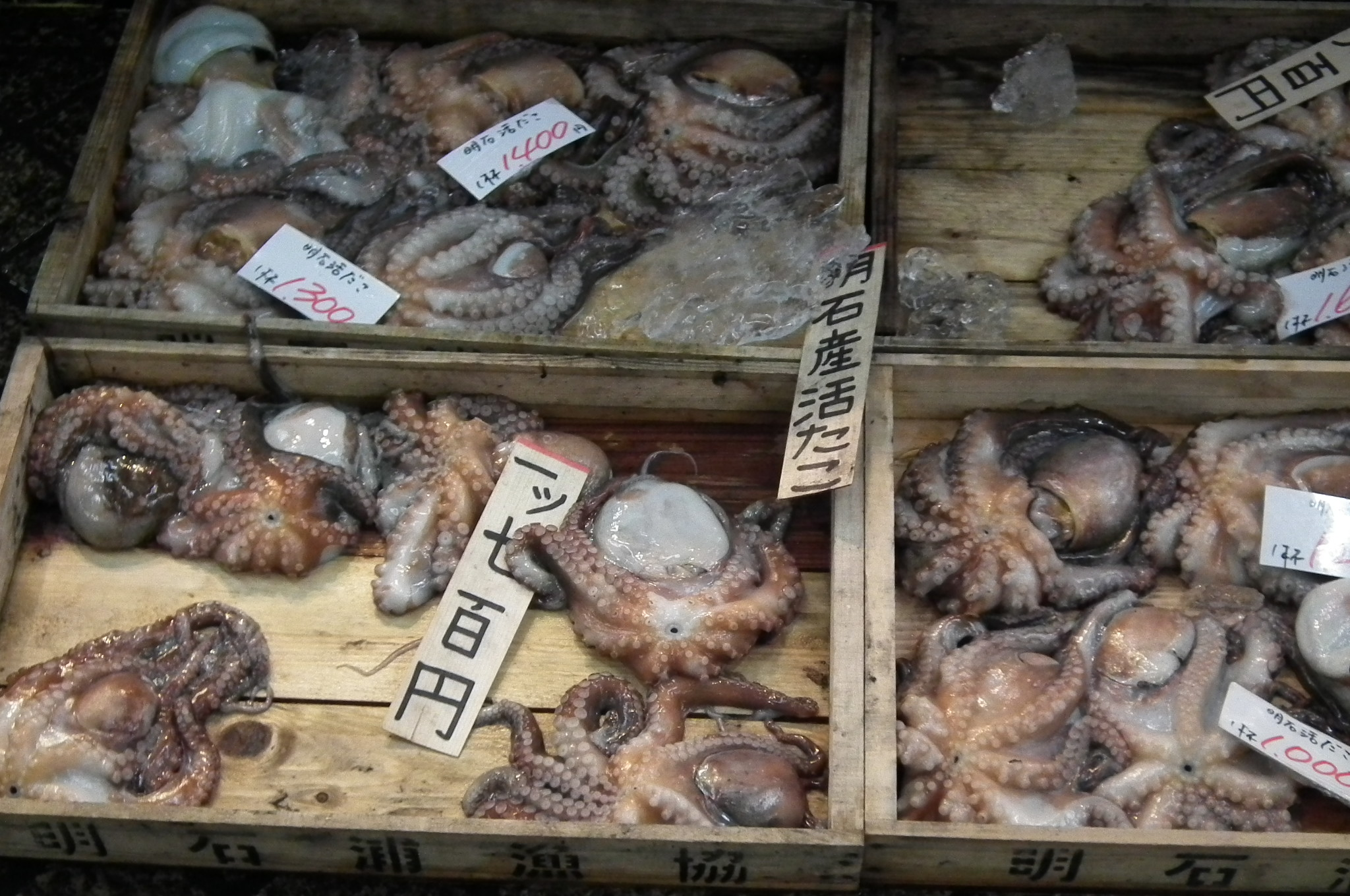
明石市内の商業地区魚の棚で販売される明石ダコ

明石ダコ（あかしダコ）は、明石海峡または兵庫県明石沖で獲れるマダコ。この海域は海底に起伏があり岩場や砂場が多く、エビやカニ、貝類など良質なエサも豊富で、激しい潮流にもまれて生育し、兵庫県の地域ブランドである。
弾力ある歯ごたえとうまみが特長。捕獲量は日本一で、毎年約1000トンが水揚げされる。

## 概要
明石ダコは6月 - 8月に旬となり、梅雨あけの毎年7、8月ごろに漁は最盛期を迎え、年間漁獲量のほぼ半分を占める、初夏の日差しに漁師が麦わら帽子をかぶって漁に出かける期間で麦わらダコとも呼ばれ、足が太く短く、陸でも立って歩くほど力が強い。しかし、寒さに弱く、冷害による水温低下などによる絶滅や大きな減少と、関係者による移入や増殖による再生を繰り返している。

## 歴史

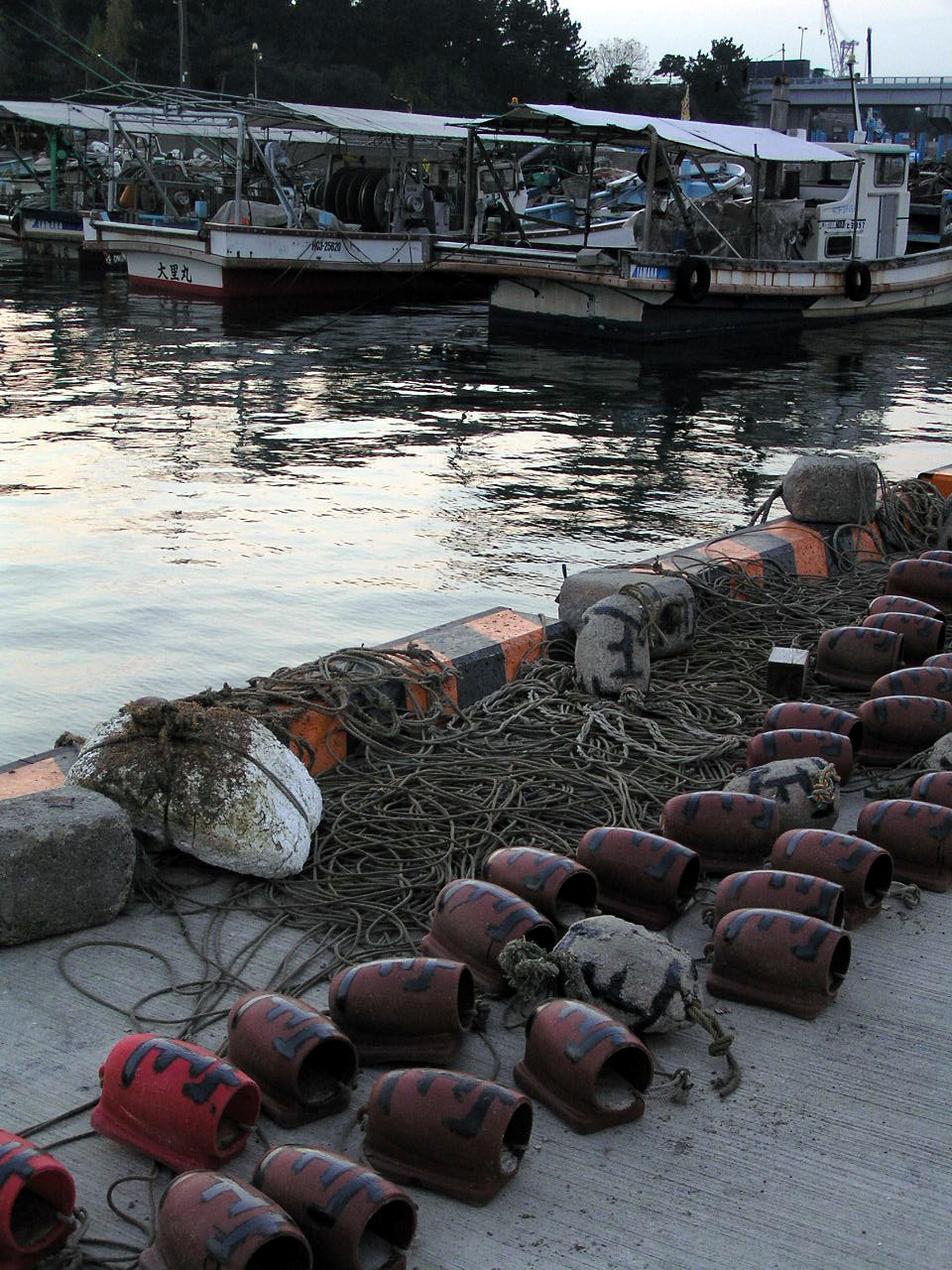
蛸壺の並ぶ明石市二見の漁港

明石海峡では、2000年以上前にイイダコを捕獲していたタコ壷が発見され、古代よりタコ漁が行われていたことがわかる。マダコ漁については弥生時代から現代までほとんどが底引き網による漁やタコ壷を使用し一本釣り漁もあるが、その形態に大きな変化がなく、食習慣も同様である。江戸時代の産業図鑑『日本山海名産図会』ではタコ漁は、明石国と高砂が有名であると記載し、高砂ではアカニシの殻使用のイイダコ漁であり、マダコ漁では明石が江戸時代から全国的に有名だったことがわかる。
1963年（昭和38年）の「三八（さんぱち）冷害」による被害で、海水温は4度まで低下し、明石ダコはほぼ絶滅し、水産業が大きな打撃を受けた。そのため、兵庫県や漁業関係者などが、熊本県の天草地方や長崎県の五島列島から抱卵した親ダコを10トン37,000匹購入して明石沖などで放流し再生させた。この絶滅時には多くの漁業者が出稼ぎし、ノリ養殖を始めるきっかけとなった。繁殖を取り戻してうまさを持ち続けているが、外部購入でタコの味が変化したとの意見がある。
その後も1983年、1996年にもタコが減少し記録的不漁で、子持ちダコを選別し海に戻し放流し増殖させた。これで1000トン台に回復した。
だが、2016年以降は再び700トン台まで低迷している。さらに、2017年の海水温低下の影響とみられる2018年にタコの減少が再来し、ピークの7、8月の漁獲量は漁場に最も近い所では通常の5分の1の200トン程度になり、全体漁獲量でも4割しかなく、東播磨底曳網（そこびきあみ）漁業協議会により増殖策として9月下旬から10月にかけて計約440キロの子持ちダコ放流が実施された。明石市は12月から、ふるさと納税制度のメニューに水産資源保護を追加し、寄付金で産卵用のタコつぼの追加投入や、成育の場所となる魚礁の設置に使用し、釣り客への乱獲停止の啓発パンフレットも作る。その前段に、明石市と市漁業組合連合会は、緊急対策として、11月27日には、産卵用のたこつぼ100個を明石市岬町の明石浦漁港沖に投了した。

## 地域ブランド

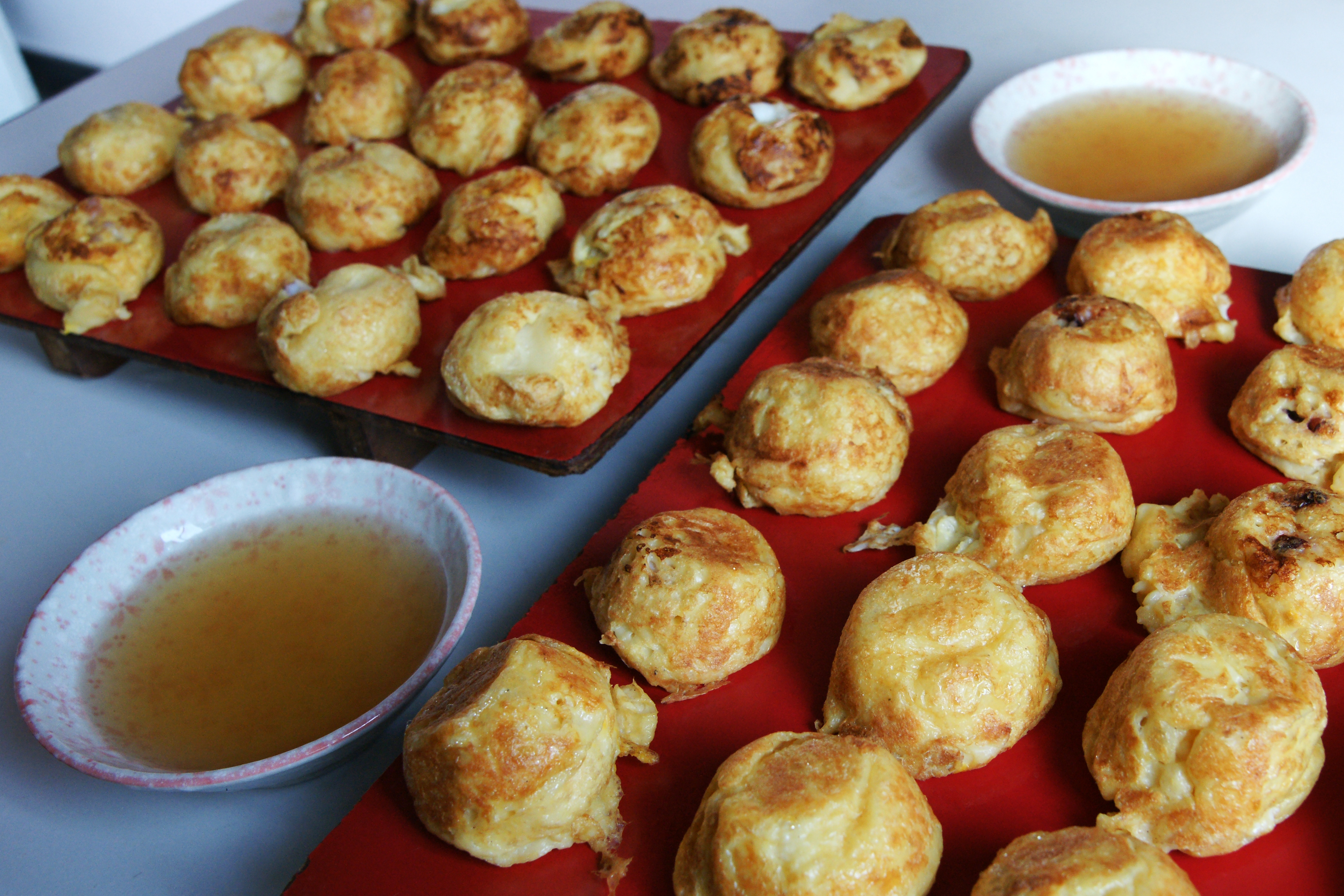
明石市の玉子焼は、全国的には「明石焼き」の名称で知られる

江戸時代に関東地方ではタコは好まれなかったが、大坂を中心とした関西地方ではタコは非常に人気があった。「明石ダコ」ブランドの確立時期は明確ではない。昭和初年に大阪で生まれたたこ焼きと明石焼きが混成して広まり定着する中で明石ダコも有名になったという説がある。明石ダコのブランド定義は曖昧で、どこからどこまでの漁場で獲れたものが明石ダコなのか、 明確になっておらず、現状では、明石市以外で水揚げされたタコも明石ダコとして流通している。関西地方では、半夏生（はんげしょう）に「半夏蛸」というタコを食べる風習があり、これはタコのように大地に吸い付き、タコ足のように稲の広がるのを祝う縁起であり、明石ダコも大きな需要となっている。明石市内では、「明石半夏生たこまつり月間（8月8日まで）」として、魚の棚商店街の店舗を中心に、明石ダコにちなんだ特別メニューの刺身や定食、天ぷらのほか、ピザにタコ型のクッキーやケーキにも広げて、明石ダコを広めている。明石焼き、タコ飯、タコ天をはじめとした名物料理がある。「明石焼き」は、2016年12月4日に「B-1グランプリ」で優勝した。

## 脚注

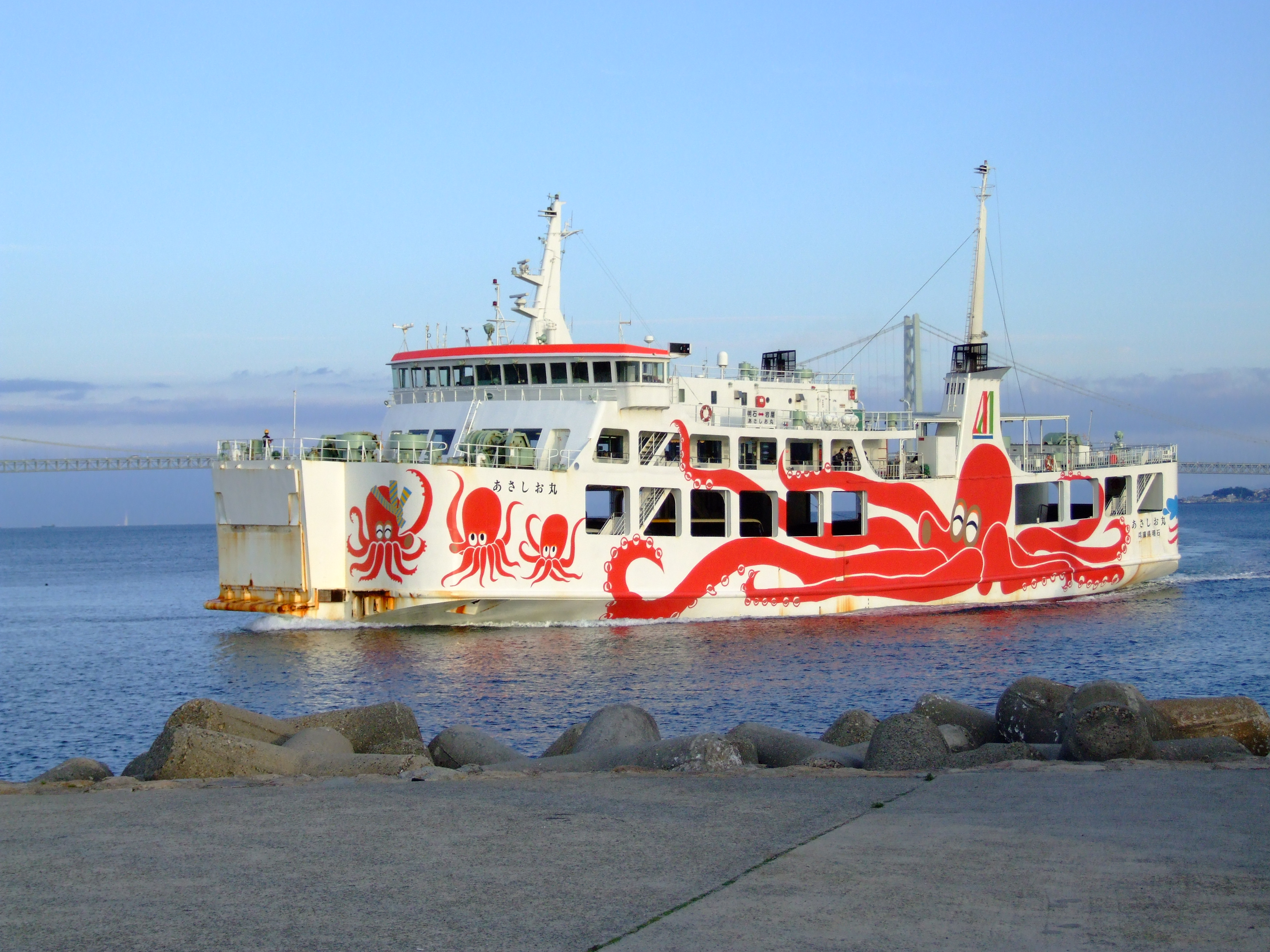
かつて運航していた明石淡路フェリーのあさしお丸（たこフェリー）